# Caltoris
Caltoris is een geslacht van vlinders van de familie dikkopjes (Hesperiidae), uit de onderfamilie Hesperiinae.

## Soorten
- C. aurociliata (Elwes & Edwards, 1897)
- C. beraka (Plötz, 1885)
- C. boisduvalii (Felder & Felder, 1867)
- C. bromus (Leech, 1844)
- C. brunnea (Snellen, 1876)
- C. cahira (Moore, 1877)
- C. canaraica (Moore, 1883)
- C. confusa (Evans, 1932)
- C. cormasa (Hewitson, 1876)
- C. kumara (Moore, 1878)
- C. malaya (Evans, 1926)
- C. mehavagga (Fruhstorfer, 1911)
- C. philippina (Herrich-Schäffer, 1869)
- C. plebeia (De Nicéville, 1887)
- C. sirius (Evans, 1926)
- C. tenuis (Evans, 1932)
- C. tulsi (De Nicéville, 1883)